# André Massepain
André Kédros, de nom d'éditeur André Massepain, né Virgile Solomonidès à Bucarest le 1er janvier 1917 et mort à Ivry-sur-Seine le 31 octobre 1999,, est un écrivain grec de langue française et un traducteur en langues roumaine, allemande et anglaise.
Auteur d'une douzaine de romans pour adultes sous le pseudonyme d'André Kedros, il a aussi écrit de très nombreux textes pour les jeunes, sous le pseudonyme d'André Massepain, qui lui ont valu plusieurs prix.

## Biographie
Né en 1917 à Bucarest de parents grecs, Virgile Solomonidès est étudiant à Prague où il obtient un doctorat ès lettres à l'université Charles de Prague. Après avoir soutenu et obtenu son doctorat ès sciences en 1938[réf. nécessaire], il quitte Prague pour retourner en Roumanie.
Après le décès précoce de sa première épouse, se retrouvant célibataire, pourvu de bagages intellectuels de valeur pour l'époque — diplômes de Prague —, il décide de vivre dans le pays de son père (né à Corfou), dont il a obtenu la nationalité grecque. Si auparavant en Roumanie, il était engagé politiquement dans des mouvements de gauche, il n'a cependant jamais été au parti communiste.
Il vit en Grèce environ cinq ans, jusqu'à la veille de la guerre civile en 1945, date à laquelle, en tant que professeur de philosophie à l'Institut français d'Athènes, il obtient une bourse de l'Éducation nationale grecque (de même que sa sœur Aurélie) pour partir pour la France à bord du Mataroa.
Historiquement, ce départ, organisé en accord par les ministères français et grecs, constituait un certain espoir d'épargner la « jeunesse intellectuelle » de la Grèce d'alors, au début de la guerre civile, pour leur permettre de parfaire leurs études en France.
Après son arrivée à Paris, où il a pour premier toit le pavillon grec dans la résidence universitaire de Paris pendant plusieurs mois, il se retrouve par la suite sans travail et décrit des débuts difficiles.
Pour subvenir à ses besoins, il fait des travaux en psychopédagogie. Sollicité par l'ambassade de Roumanie, il accepte aussi, à contre-cœur, de travailler pour celle-ci — il démissionnera plus tard.
En 1949 — année officielle de la fin de la guerre civile grecque —, il fait la rencontre décisive de Louis Aragon ; ce dernier lui ouvre une carrière d'écrivain par la reconnaissance qu'il porta à l'un de ses tout premiers livres, Le Navire en pleine ville. Cela lui permit aussi d'être membre d'honneur du CNE, le Comité national des écrivains, à Paris.
En 1966, il écrit La Résistance grecque (1940-1944), pour lequel il est honoré de la Légion d'honneur pour étrangers.[Quoi ?]
De 1966 à 1987, il crée et dirige, aux éditions Robert Laffont, la collection « Plein Vent » destinée aux adolescents. Il continue, par ailleurs, à écrire.

### Famille
Sa sœur cadette, Aurélie Solomonidès, grecque également, est docteur en histoire de l'art à la Sorbonne, et fut professeur à l'Alliance française de Paris.
Il est le père d'Hélène Ramdani, créatrice des éphémères éditions Le Navire en pleine ville (2007-2009),, ainsi nommées d'après le roman éponyme de son père.

## Œuvre
Liste exhaustive.

### Romans
- 1948 : Le Navire en pleine ville, Paris, éditions Hier et Aujourd'hui ; 272 p.
- 1949 : L'Odéon, récit suivi des Contes d'après décembre, Paris, éditions Hier et Aujourd'hui ; 255 p.
- 1952 : Peuple roi, Paris, Les Amis du livre progressiste (Les Éditeurs français réunis - EFR) ; 275 p.
- 1954 : La Fleur nouvelle, Paris, EFR, 280 p.
- 1955 : Les Carnets de Monsieur Ypsilante, homme d'affaires — « suivis de ses papiers personnels et des notes et digressions de l'éditeur », Paris, EFR ; 347 p.
- 1957 : Le Lit de Procuste, Paris, éditions Julliard ; 339 p.
- 1959 : Le Dernier Voyage du “Port Polis”, Paris, éditions Albin Michel, 237 p.
- 1961 : Le Verrou, Paris, A. Michel ; 309 p.
- 1964 : Échec aux dames, Paris, EFR ; 191 p.
- 1967 : Même un tigre, Paris, Flammarion ; 269 p.
- 1972 : Le Soleil de cuivre, Paris, R. Laffont ; 184 p.
- 1975 : L'Absence à vif, Paris, R. Laffont; 235 p.
- 1981 : Le Rendez-vous du lac Majeur, Paris, R. Laffont, 310 p.  (ISBN 2-221-00581-3)
- 1985 : Le Feu sous la mer, Paris, R. Laffont, 253 p.  (ISBN 2-221-04679-X)
- 1991 : Le Grand Jeu de Basilio Salvo, Paris, R. Laffont, 244 p.  (ISBN 2-221-07147-6)
- 1994 : Une femme trop aimée, Paris, R. Laffont, 301 p.  (ISBN 2-221-07630-3)
- 1999 : Entre chien et loup, Paris, éd. Joëlle Losfeld, 159 p.  (ISBN 2-84412-012-1)

### Documents
- 1966 : La Résistance grecque (1940-1944), Paris, R. Laffont, coll. « L'Histoire que nous vivons » ; 544 p.
- 1986 : Les Socialistes au pouvoir en Europe, 1981-1985, Paris, Plon, 403 p.  (ISBN 2-259-01431-3)
- 1990 : L'Homme à l'œillet, « L'itinéraire d'un jeune intellectuel grec dans la France des années 50 », Paris : R. Laffont, 345 p.  (ISBN 2-221-06492-5)

### Littérature pour la jeunesse
- 1959 : La Fusée mystérieuse ; ill. de Françoise Bertier, éditions G. P., coll. « Rouge et Or Souveraine » no 138, 188 p., roman
- 1960 : Le Derrick aux abeilles ; ill. de Daniel Dupuy, coll. « Rouge et Or Souveraine » no 152, 188 p., roman
- 1961 : Une affaire atomique ; ill. de Raoul Auger, coll. « Rouge et Or Souveraine » no 162, 188 p., roman
- 1962 : Les Secrets de l'étang ; ill. de Jacques Pecnard, coll. « Rouge et Or Souveraine » no 180 ; 188 p., roman
- 1963 : La Grotte aux ours ; ill. de Jean Sidobre, Société Nouvelle des Éditions G. P., coll. « Rouge et Or Souveraine » no 193 ; 188 p., roman
- 1967 : L'Île aux fossiles vivants ; ill. de Jean-Olivier Héron, éditions Robert Laffont, coll. « Plein vent » no 24 ; 253 p., roman
- 1974 : Les Flibustiers de l'uranium — Éditions Robert Laffont, coll. « Plein vent » no 105 ; 248 p., roman
- 1977 : Légendes de la Grèce antique et de Rome ; ill. de Jean Retailleau ; Paris : Hachette ; 154 p.
- 1979 : Les Plus Belles Légendes de l'Odyssée — D'après Homère. Adapté par André Massepain ; ill. de Jean Retailleau, 155 p., Paris : Hachette, 1979
- 1981 : Un lion chez le coiffeur ; ill. d'Alain Millerand, Paris : Magnard, 28 p., livre d'image
- 1981 : Pourquoi le mille-pattes n'a pu rendre visite au grillon ; ill. de Mérel, Paris : Magnard, 22 p., livre d'image  (ISBN 2-210-99406-3)
- 1982 : Elle est ronde, toute ronde ; ill. de Mérel, Paris : Magnard, 21 p., livre d'image
- 1982 : Le Rayon des étoiles ; ill. d'Évelyne Drouhin, Paris : Magnard Jeunesse, 27 p., livre d'image  (ISBN 2-210-99410-1)

### Édition scolaire
- 1981 : Le Temps de lire C.E.1[13], Paris, Bordas, coll. « Blum-Massepain », 128 p.  (ISBN 2-04-015000-5)
- 1982 : Le Temps de lire C.E.2[13], Paris, Bordas, coll. « Blum-Massepain », 143 p.  (ISBN 2-04-015013-7)
- 1983 : Le Temps de lire C.M.1[13], Paris, Bordas, coll. « Blum-Massepain », 207 p.  (ISBN 2-04-015159-1)

### Prix et récompenses
- 1960 : Prix Eugène Dabit du roman populiste pour Le Dernier Voyage du “Port Polis” d'André Kedros
- 1961 : Prix de La Joie par les livres pour Le Derrick aux abeilles
- 1963 : Grand prix du Salon de l’enfance avec La Grotte aux ours
- 1978 : Prix européen de littérature pour la jeunesse pour l’ensemble de son œuvre (à Padoue)

### Sources
- Biographie d'André Massepain
- Biographie d'André Massepain sur le CRILJ (Centre de recherche et d’information sur la littérature pour la jeunesse) n° 66 - octobre 1990